# QF 4吋Mk XVI速射艦炮
QF 4吋Mk XVI速射艦砲（英語：QF 4 inch gun Mk XVI）是第二次世界大战期間英联邦的標準海軍高射及雙用途炮，發射4吋固定速射式炮彈。

## 服役

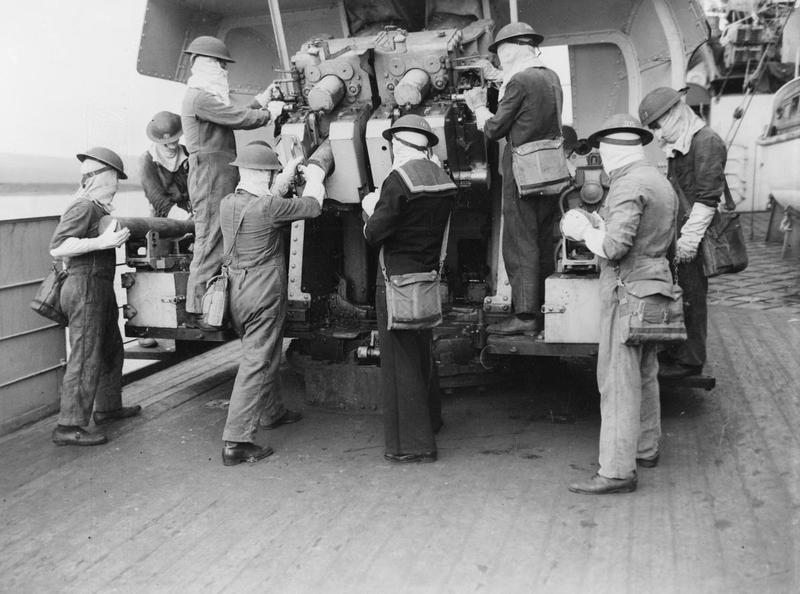
1943年5月、大西洋護航行動中，伯威克號重巡洋艦以上正在操作雙聯4吋Mk XVI速射艦砲的炮組船員。

1930年代後期和1940年代初期，Mk XVI取代了許多英國皇家海軍艦艇上較早期型的QF 4吋Mk V艦炮。Mk V艦炮與Mk XVI艦炮所發射的彈藥並不相同。Mk V艦炮所發射的彈藥長44.3英寸（1,125.22毫米）、重56磅（25.4千克），而Mk XVI艦炮的彈藥則長42.1英寸（1,069.34毫米）、重66.75磅（30.28千克）。高爆彈的重量從亦Mk V的31磅（14.06千克）增加到Mk XVI的35磅（15.88千克）。
該艦炮有三款衍生型，而它們的生產方法不同。原始的Mk XVI裝有A型炮管，護筒距炮口為63.5英寸（1,612.9毫米），而且裝有可移除的後膛環。Mk XVI*將A型炮管替換為自緊式散裝炮管，並且在護筒的前端裝有密封圈。Mk XXI則是輕量型版本，裝有自緊式整體槍管和可移除的後膛環。Mk XVI和XVI*火炮總生產量為2,555門，而Mk XXI的產量則為238門。其中，加拿大生產了604門Mk XVI*和135門Mk XXI火炮，澳大利亞則生產了45門Mk XVI*火炮。這些火炮通常架設在HA/LA Mark XIX雙聯炮架以上，儘管部份澳大利亞巡防艦和护卫舰都裝有Mk XX單裝炮架。
英國皇家海軍最後一艘搭載了Mark XIX雙聯炮架的艦艇是美人魚號巡防艦，該艦最初是為加納海軍而設計的，因此需要一款簡單而且便宜的主要武器。1972年，她被英國政府收購並且服役，直到1977年，她被马来西亚皇家海军所購入，並且更名為漢都亞號。

## 搭載艦艇列表

### 用作副炮（不完全列表）
- 胡德号战列巡洋舰（HMS Hood）
- 羅德尼號戰艦
- 巴勒姆號戰列艦（英语：HMS Barham (04)）、馬來亞號戰列艦（英语：HMS Malaya）、厌战号战列舰
- 复仇级战列舰
- 雅各布·范·希姆斯科號輕巡洋艦（英语：HNLMS Jacob van Heemskerck (1939)）
- 郡級重巡洋艦
- 埃克塞特号重巡洋舰
- 彌諾陶洛斯級輕巡洋艦（英语：Minotaur-class cruiser (1943)）
- 斐濟級輕巡洋艦
- 愛丁堡級輕巡洋艦（城級輕巡洋艦）
- 南安普敦級輕巡洋艦（城級輕巡洋艦）
- 林仙級輕巡洋艦（英语：Arethusa-class cruiser (1934)）
- 珀斯級輕巡洋艦（英语：Leander-class cruiser (1931)）
- 利安得級輕巡洋艦（英语：Leander-class cruiser (1931)）
- 埃芬漢號重巡洋艦（英语：HMS Effingham (D98)）
- 康拉德號輕巡洋艦（英语：HMS Danae (D44)）（ORP Conrad）

### 用作主炮（不完全列表）
- 航空母舰：暴怒號航空母艦（英语：HMS Furious (47)）、獨角獸號航空母艦
- 護航航空母艦：奈拉納級護航航空母艦、比勒陀利亞城堡號護航航空母艦（英语：HMS Pretoria Castle (F61)）、活躍號護航航空母艦（英语：HMS Activity (D94)）
- C級輕巡洋艦（英语：C-class cruiser）（轉換為防空巡洋艦）
- 亞必迭級佈雷艇（英语：Abdiel-class minelayer）
- 部族級驅逐艦
- L及M級驅逐艦（英语：L and M-class destroyer）（廓爾喀號、蘭斯號、軍團號及活潑號）
- 爆破號驅逐艦（英语：HMS Petard (G56)）（經修改）
- 兵器級驅逐艦（英语：Weapon-class destroyer）
- V及W級驅逐艦（英语：V and W-class destroyer）（WAIR修改以後——15艘艦艇搭載）
- 華萊士號驅逐領艦（WAIR修改以後）
- 狩獵級驅逐艦（英语：Hunt-class destroyer）
- 一部份巴瑟斯特級護衛艦（英语：Bathurst-class corvette）（單裝Mk XX炮架）
- 黑天鵝級炮艦（英语：Black Swan-class sloop）
- 白鷺級炮艦（英语：Egret-class sloop）
- 麻鳽級炮艦（英语：Bittern-class sloop）（經修改）
- 格林斯比級炮艦（英语：Grimsby-class sloop）（經修改）
- 灣級巡防艦（英语：Bay-class frigate）
- 河流級巡防艦（英语：River-class frigate）（一部分為加拿大建造）
- 8艘輔助防空防衛艦
- 一部份登陸艦

### 在英國接受改裝的盟軍戰艦
- 閃電號驅逐艦（英语：ORP Błyskawica）（波蘭）
- 雅各布·范·希姆斯科號輕巡洋艦（英语：HNLMS Jacob van Heemskerck (1939)）（荷蘭）
- 艾薩克·斯韋爾斯號驅逐艦（英语：HNLMS Isaac Sweers (1940)）（荷蘭）
- 4艘法國勢頭級炮艦（英语：Élan-class sloop）和羚羊級掃雷炮艦（英语：Chamois-class minesweeping sloop）

在1944年至1976年之間，南非海軍所屬的尼斯湖級巡防艦（好望角號、納塔爾號和德蘭士瓦號）的前甲板以上都將兩門該艦炮裝在Mark XIX雙聯炮架以上。

## 彈藥

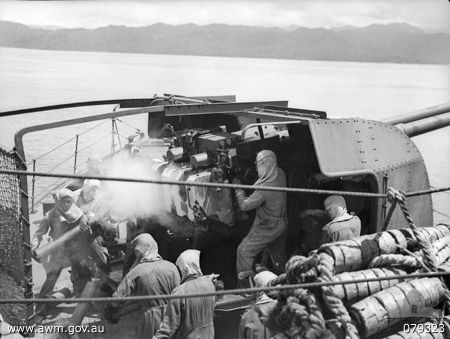
1945年2月，澳洲皇家海軍所屬的斯旺號炮艦（英语：HMAS Swan (U74)）以艦載的雙聯炮岸轟（英语：Naval gunfire support）新幾內亞的岸邊位置。
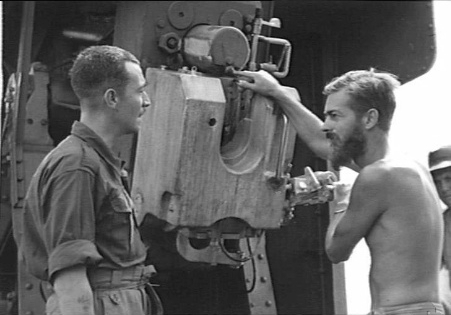
1945年，安裝在澳洲皇家海軍所屬的巴可號巡防艦（英语：HMAS Barcoo (K375)）以上的單裝Mk XX
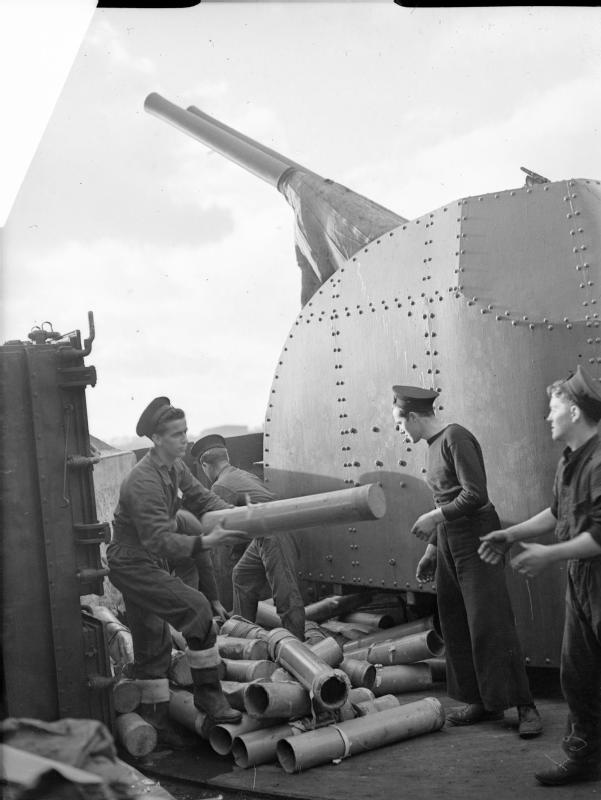
擊發以後，格拉斯哥號（英语：HMS Glasgow (C21)）以上的炮手正在清理空彈殼
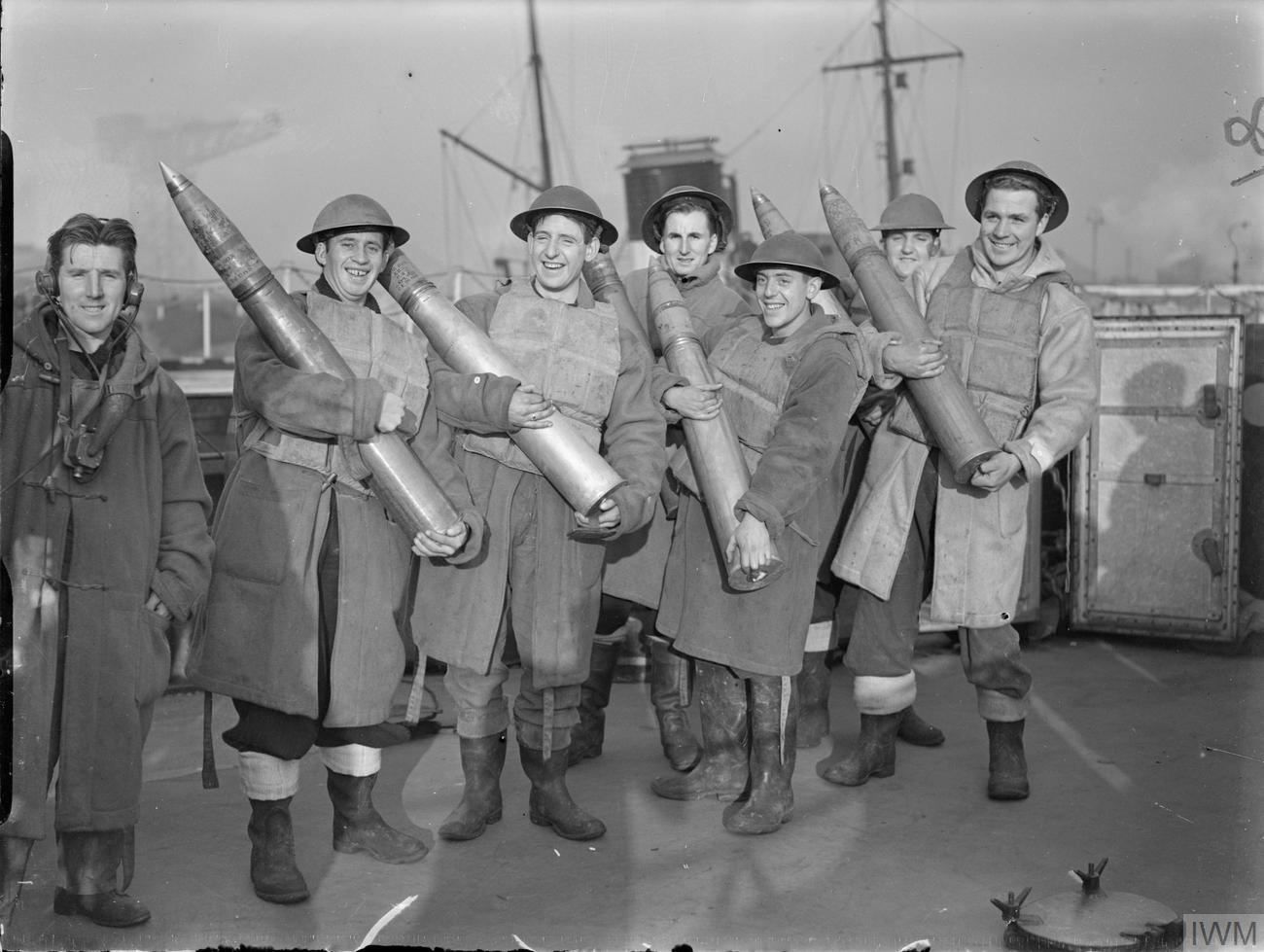
1940年，V級驅逐艦（英语：V and W-class destroyer）、薇薇安號（Vivien）的炮手正在展示高射炮彈
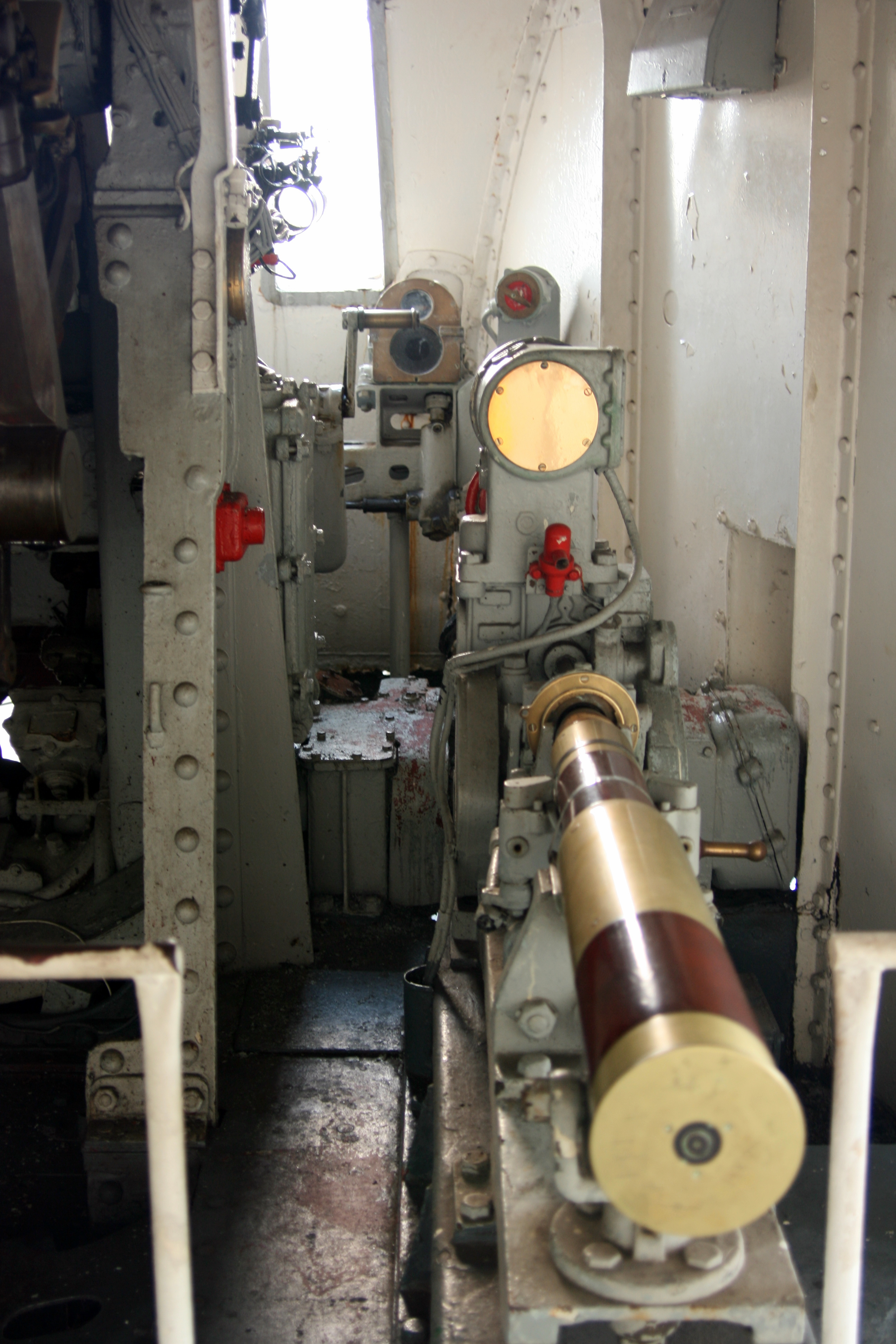
貝爾法斯特號輕巡洋艦以上、置於引信設定間的一發炮彈

## 尚存的例子
- 加拿大安大略省汉密尔顿，海達號驅逐艦（英语：HMCS Haida）以上。
- 加拿大艾伯塔省，海軍博物館
- 加拿大新斯科舍省特倫頓，特倫頓公園
- 英国伦敦帝國戰爭博物館博物館船（英语：Museum ship）貝爾法斯特號分館以上，保留了四座雙聯炮。
- 英國漢普郡戈斯波特，爆炸！海軍火力博物館（英语：Explosion! Museum of Naval Firepower）。
- 格丁尼亚，閃電號驅逐艦（英语：ORP Błyskawica）（修改膛径為100毫米）。
- 一對在约翰内斯堡，南非國家軍事歷史博物館（英语：South African National Museum of Military History）。
- 一對在以色列海法，秘密移民及海軍博物館的海法號（K-38）曾搭載的砲塔以內。
- 澳大利亚布里斯班，迪亞曼蒂納號巡防艦（英语：HMAS Diamantina (K377)）以上搭載的兩門單裝炮。
- 在挪威霍滕皇家海軍博物館（英语：Royal Norwegian Navy Museum）的一座雙聯炮。
- 在英格兰薩里郡Aldhurst軍用載具收藏處當中的一座雙聯炮。經進一步的研究證明，為從1943年起，為安裝在德文郡號重型巡洋艦（英语：HMS Devonshire (39)）以上的左舷炮，直到1954年隨艦報廢。

## 資料來源
1. ↑  . NavWeaps.   [2008-08-25]. （原始内容存档于2008-09-15）.
2. 1 2  Campbell, Naval Weapons of WWII, p.56.
3. ↑  . maritime.org.   [2008-08-25]. （原始内容存档于2014-10-30）.
4. ↑  Britain: 4"/45 (10.2 cm) QF Mark XVI and Mark XVI* （页面存档备份，存于） NavWeapons. Updated 21 September 2014. Retrieved 21 September 2015.
5. ↑  Marriott, Leo. . London: Ian Allan Ltd. 1990: 102. ISBN 0-7110-1915-0.

## 外部連結
- （英文）—B.R. 257. Handbook for the 4 inch Q.F. Mark XVI* Gun on the H.A. Twin Mark XIX And Single Mark XX Mountings. G3821/41（页面存档备份，存于） Naval Ordnance Department, Admiralty, July 1941.
- （英文）—Tony DiGiulian, British 4"/45 (10.2 cm) QF HA Marks XVI, XVII, XVIII and XXI（页面存档备份，存于）
- （英文）—Youtube video clip of demonstration of loading and firing on HMS Belfast（页面存档备份，存于）
- （英文）—Youtube video clip of demonstration of loading and firing on HMS Belfast : closeup（页面存档备份，存于） Note : for safety reasons, cartridges are seen being loaded without the normal attached shell.